# Aynur Doğan
Aynur Doğan (Çemişgezek, 1 maart 1975), ook bekend als Aynur, is een Koerdische zangeres en muzikante uit Turkije. Ze wordt gezien als een belangrijk vertegenwoordiger van de Koerdische muziek en cultuur.

## Biografie
Aynur groeide op Çemişgezek, een stadje in Oost-Turkije. Koerdisch werd er onderdrukt, zo was het op school niet toegestaan om Koerdisch te praten. Aynur luisterde veel naar de muziek om zich heen, met name alevitische songs, die daar door de alevitische moslims mondeling werden doorgegeven van generatie op generatie. In 1992 vluchtte het gezin naar Istanbul, nadat hun regio onveilig was geworden vanwege strijd tussen het Turkse leger en de PKK.
Ze studeerde zang en saz in Istanbul en besloot zich te wijden aan de Koerdische muziek van haar jeugd. In 2004 bracht ze haar eerste album uit. Op haar tweede album combineerde ze Turkse en Koerdische folksongs met een vleugje elektronica. Één van de songs op het album spoorde vrouwen aan om op te komen voor hun rechten. Het album werd tijdelijk verboden door de Turkse rechter. Het jaar daarna verscheen Aynur in de film Gönül Yarası, ze werd hiermee de eerste die Koerdisch zong in een Turkse film.
In 2011 trad Aynur in Istanbul op met de Spaanse muzikant Javier Limón. Toen Aynur een lied in het Koerdisch zong, werd een deel van het publiek boos. Toeschouwers floten, gooiden met dingen en riepen "Zing in het Turks!". In 2012 besloot Aynur Turkije te verlaten en naar Nederland te verhuizen, onder andere vanwege dit incident en vanwege het gewijzigde politieke klimaat in Turkije..   
Aynur combineert  traditionele Koerdische volksmuziek met hedendaagse invloeden. Naast traditionele instrumenten als saz, kemenche, duduk en tanbur, werkt ze op haar albums ook met moderne en westerse arrangementen en met instrumenten als piano, gitaar en elektronica.
Aynur heeft samengewerkt met veel muzikanten, waaronder het Nederlands Blazers Ensemble, Yo-Yo Ma & Silk Road Ensemble, Kayhan Kalhor, Javier Limón, Michael League, Franz von Chossy, Wu Man, Mercan Dede, Kinan Azmeh en de NDR Bigband. Ze verscheen in de documentaire Crossing the Bridge / The Sound of Istanbul van Fatih Akın en in de documentaire The music of Strangers van Morgan Neville over Yo-Yo Ma and the Silk Road Ensemble. Ze trad meerdere keren in Nederland op, onder andere in Paradiso,  Muziekgebouw Eindhoven en Musis Arnhem.
In 2021 won Aynur de WOMEX Award, vanwege "haar toewijding aan het behoud en de vernieuwing van de Koerdische en Alevitische cultuur en voor het handhaven van de hoogste artistieke integriteit ondanks politieke druk". 

## Albums
- Rabe (2024)
- Hêdur (2020)
- Hawniyaz (Harmonia Mundi, 2016)
- Hevra (Sony Music Classical, 2013)
- Rewend (Sony Music, 2010)
- Nûpel (Kalan Music, 2005)
- Keçe Kurdan (Kalan Music, 2004)
- Seyir (2002)

## Albums waar Aynur aan heeft meegewerkt
- Hawniyaz (2016)
- Güldünya Şarkıları (2008)
- Zülfü Livaneli - Bir Kuşaktan Bir Kuşağa, Dağlara Küstüm Ali (2016)
- Kardeş Türküler - Bahar (2005)
- Mercan Dede - Nefes (Breath) (2006)
- Orient Expressions - Divan (2004)
- Nederlands Blazer Ensemble - Turqoıse (2006)
- Mor ve Ötesi - Mermiler (2012)
- A. Rıza - Hüseyin Albayrak, Böyle Buyurdu Aşık (2013), Şah Hatayi Deyişleri (2005)
- Metin Kemal Kahraman - Ferfecir, (1999), Sürella (2000)
- Lütfü Gültekin - Gül Türküleri (2003), Derman Bizdedir (1999)
- Grup Yorum - Yürüyüş (2003)

## Prijzen en nominaties
- Master of Mediterranean Music Award, 2017[13]
- Womex award, 2021[11]